# Irène de Lipkowski
Irène Aurélie Juliette de Lipkowski, född Marie 3 december 1898 i Dun-sur-Auron, död 16 augusti 1995 i Paris, var en fransk politiker och kvinnorättskämpe. Hon var ledamot i den franska nationalförsamlingen 1951–1955 för Rassemblement du peuple français (RPF). Hon var sedan med i Union démocratique du travail (UDT). Hon är mor till politikern och f.d. ministern Jean de Lipkowski.
Lipkowski var dotter till psykiatrikern Auguste Marie och styvdotter till politikern och ministern Charles Dumont. Hon var gift med Henri de Lipkowski, som dog i koncentrationslägret Buchenwald. Efter studentexamen vid lyceet Lamartine i Paris engagerade hon sig i socialt arbete, i synnerhet i bekämpning av tuberkulos. Hon var grundare av och direktör för La Cure immédiate, ett center för barn som väntade på behandling på sanatorium. Hon var även ordförande i organisationen l'Association de l'hygiène antituberculeuse och franska Röda Korset i Orly och Vitry.
Lipkowski ställde upp i valet till Nationalförsamlingen 1946 men blev inte vald. Hon blev invald i Nationalförsamlingen 1951 för det gaullistiska partiet Rassemblement du peuple français (RPF). Hon satt bland annat i utskottet för familj, befolkning och hälsa och pensionsutskott, varav som vice ordförande för den senare.
1973 efterträdde hon Edith Anrep som president för International Alliance of Women. Detta uppdrag innehade hon till 1979.